# 레알 하엔
레알 하엔(스페인어: Real Jaén Club de Fútbol)은 안달루시아 지방의 하엔을 연고로 하는 스페인의 축구 클럽이다. 현재 스페인 축구 리그 시스템에서 4부 리그에 해당하는 세군다 페데라시온에 참가하고 있다.

## 선수 명단

### 현역
참고: FIFA 자격 규정에 따라 소속된 국가대표팀 국기를 표시합니다. 선수는 복수의 FIFA 비회원국 국적을 가지고 있을 수 있습니다.
| 번호 | 포지션 | 국적     | 이름          |
| ---- | ------ | -------- | ------------- |
| 5    | MF     | 가나     | 위즈덤 아우시 |
| 19   | FW     | 우루과이 | 아구스 알론소 |

| 번호 | 포지션 | 국적 | 이름 |
| ---- | ------ | ---- | ---- |

## 역대 감독
| 감독              | 임기        |
| ----------------- | ----------- |
| 앙헬 수비에타     | 1969 ~ 1970 |
| 그레고리오 만사노 | 1990 ~ 1991 |
| 라파엘 베르헤스   | 2015        |